# احساس مالکیت (فیلم ۱۹۲۹)
احساس مالکیت (انگلیسی: Jealousy) فیلمی در ژانر درام است که در سال ۱۹۲۹ منتشر شد. از بازیگران آن می‌توان به جین ایگلز اشاره کرد.